# Шепіт кажана (фільм, 1930)
«Шепіт кажана» (англ. The Bat Whispers) — американський фільм жахів режисера Роланда Веста 1930 року.

## Сюжет
Кримінальний геній на прізвисько Кажан знову залишає поліцію в дурнях — краде з сейфа, який посилено охороняють, безцінне намисто і залишає правоохоронцям записку, в якій повідомляє, що на певний час іде на спокій. Після цього Кажан віддаляється в провінцію, де йому вдається вдосталь потішитися над мешканцями одного відокремленого маєтку.

## У ролях
- Честер Морріс — детектив Андерсон
- Ченс Ворд — лейтенант поліції
- Уна Меркел — Дейл Ван Гордер
- Річард Такер — містер Белл
- Вілсон Бендж — дворецький
- Мод Ебарн — Ліззі Аллен
- Вільям Бейквелл — Брук
- Девітт Дженнінгс — капітан поліції
- Сідні Д'Елбрук — сержант поліції
- С. Дженнінгс — чоловік в чорній масці
- Грейсі Гемптон — Корнелія ван Гордер
- Спенсер Чартерс — доглядач
- Густав фон Сейффертітц — доктор Венріс
- Г'ю Гантлі — Річард Флемінг
- Чарлз Дау Кларк — детектив Джонс